# Nyköpings, Strängnäs, Mariefreds och Trosa valkrets
Nyköpings, Strängnäs, Mariefreds och Trosa valkrets var vid riksdagsvalen till andra kammaren 1878–1884 en egen valkrets med ett mandat. Inför extravalet 1887 fördes Nyköping, Mariefred och Trosa till Nyköpings, Torshälla, Mariefreds, Trosa och Enköpings valkrets medan Strängnäs fördes till Eskilstuna och Strängnäs valkrets.

## Riksdagsman
- Adolf Helander (1879–1887)